# Miomantis acuticeps
Miomantis acuticeps är en bönsyrseart som beskrevs av Max Beier 1969. Miomantis acuticeps ingår i släktet Miomantis, och familjen Mantidae. Inga underarter finns listade.